# Клан Роуз

Герб вождей клана Роуз

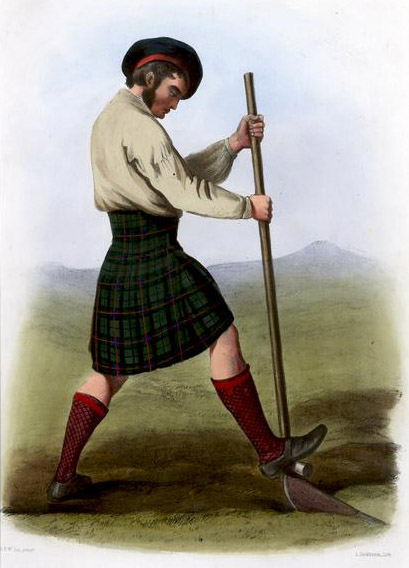
Член клана Роуз в традиционной одежде, портрет Маклана, 1845 год

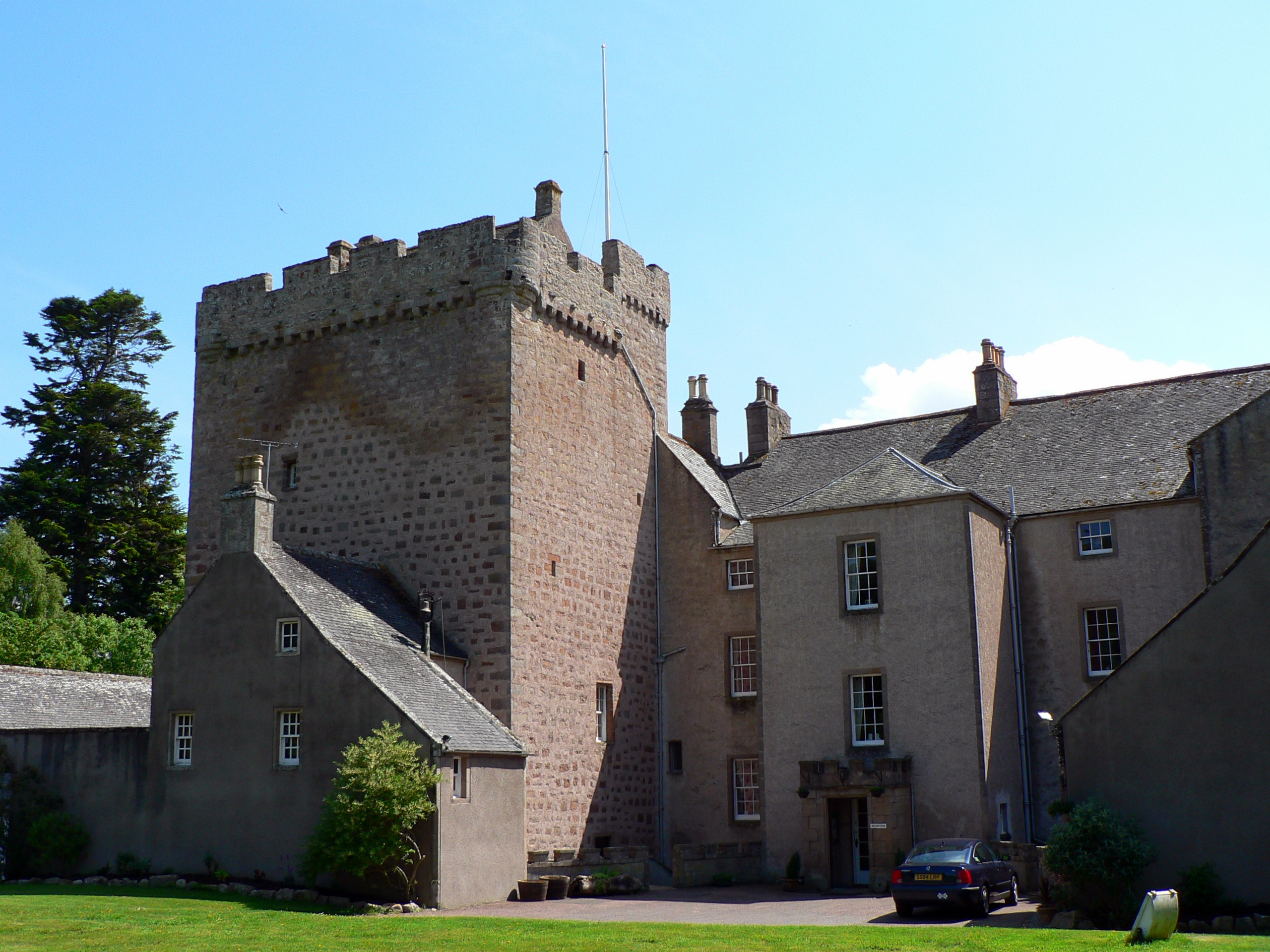
Замок Килраук — резиденция вождей клана Роуз.

Клан Роуз — (шотл. — Clan Rose) — один из горных шотландских кланов.
- Девиз клана: Constant and true (англ.) — «Верный и преданный»
- Историческая резиденция вождей клана: Замок Килраук
- Вождь клана: Дэвид Роуз, 26-й барон Килраук

## История клана Роуз

### Происхождение
Вождями клана Роуз были представители нормандского рода. Они не имели никакого отношения к древнему кельтскому клану Росс. Было еще семейство Рос, которое жило вблизи города Кан в Нормандии. К этому семейству принадлежал брат или родственник герцога Нормандии Вильгельма Завоевателя. Семья де Рос, видимо, связана с двумя другими нормандскими семьями — Биссет и Боскос. Все эти три семьи исчезают из записей графств Уилтшир и Дорсет, где они упоминаются как поселенцы в Шотландии после норманнского завоевания, и они вновь появляются на исторической арене в середине XIII века вокруг области Мори-Ферт. Семье Элизабет де Биссет принадлежали земли Килраука, а она вышла замуж за Эндрю де Боско. Их дочерью была Мэри, которая примерно в 1290 году вступила в брак с Хью де Россом, чьи земли были в области Геддес. Отец Хью принимал участие в составлении устава монастыря в Боли, что был заключен сэром Джоном Биссетом из Ловата. Хью и Мария (Мэри) имели свой дом в Килрауке, который остается во владениях клана Роуз и по сей день.

### XIV век — война за независимость Шотландии
Во время войны за независимость Шотландии бароны из Килраука поддерживали борьбу за независимость Шотландии. В 1306 году клан Роуз захватил замок Инвернэрн (шотл. — Invernairn) для Роберта Брюса — будущего короля свободной Шотландии.

### XV век — войны кланов
Хью Роуз, 4-й вождь клана из замка Килраук (шотл. — Kilravock), женился на дочери констебля замка Аркарт (шотл. — Urquhart Castle) — Джанет Чисхолм. Это дало вождю клана Роуз большие земли и подняло его статус в шотландском обществе. Символ «голова кабана», который используется кланом Чисхолм, был добавлен к щиту вождей клана Роуз. Во времена, когда Хью Роуз был вождем клана, пятая часть земель Килраука была потеряна или была под угрозой потери, много архивов клана были сожжены, когда был сожжен Элгинский собор Александром Стюартом, графом Бьюкеном (Волком Баденоха). Следующим бароном Килраука стал Джон Роуз. Он получил грамоты от короля Якова I Стюарта, графов Росс и клана Чисхолм на владение землями.
Примерно в 1460 году седьмой барон Килраук построил замок Килраук. Графы Росс конфисковали этот замок в 1474 году, но Хью Роуз получил грамоту на владение этими землями и замком, датированная мартом 1475 года с Большой Печатью Шотландии. Клан Макинтош позже захватил этот замок в 1482 году, однако вскоре они вернули его.
Хью Роуз из Килраука планировал жениться на Мюриэл Колдер, дочери вождя клана Колдер, который сидел у замка Кодор. Но брак не сложился — дочь вместе с приданым пошла в клан Кэмпбелл и замок Кодор стал принадлежать клану Кэмпбелл с тех пор.

### XVI век — англо-шотландские войны
Хью Роуз из Килраука, 10-й лэрд, был известен как «Черный барон». Однако он на самом деле был чрезвычайно опытным человеком. Мария — королева шотландцев остановился в замке Килраук, а потом писала ему, как её верном друге. Сын и преемник королевы, Яков VI Стюарт посетил замок Килраук и сказал, что он относился к барону, как к отцу.

### XVII век — Гражданская война
Клан Роуз поддержал шотландскую Реформацию, однако позднее они выступали против религиозной политики Карла I Стюарта, короля Англии. Клан подписал так называемый Национальный пакт. 13-й барон Килраук привели клан Роуз на войну против Джеймса Грэма, 1-го маркиза Монтроза, в битве при Олдерне в 1645 году. Позже, однако, после того, как король был захвачен армией парламента, клан Роуз привел полк драгун под командой герцога Гамильтона, который планировал спасти короля.

### XVIII век — Восстания якобитов
В 1715 году вспыхнуло первое восстание якобитов за независимость Шотландии. Клан Роуз во время восстания поддержал британское правительство. Во время боев Артур Роуз был убит, когда он был во главе отряда, пытался захватить замок Инвернесс в бою с якобитами из клана Маккензи.
Следующее восстание якобитов вспыхнуло в 1745 году. На этот раз клан Роуз поддержал якобитов. Лидер якобитов Чарльз Эдуард Стюарт посетил замок Килраук. В то же время принц Уильям, герцог Камберленд, занимают таунхаус клана Роуз в Нэрне. Во время восстания якобитов в 1745 году, дочь вождя клана — Энн Роуз вышла замуж за сэра Гарри Манро, 7-го баронета (1720—1781), который был вождем клана Манро.

### Замок
У 1460 году клан Роуз построил замок Килраук на берегу реки Нэрн, где проживают вожди клана Роус и до настоящего времени.

### Вождь клана
В июне 2013 года лорд Лев признал Дэвида Роуза вождем клана Роуз и 26-м бароном Килраук. Дэвид наследовал своей тетке по материнской линии — Энн Элизабет Гиллемард Роуз, 25-й баронессе из Килраука, которая умерла 9 декабря 2012 года в Нэрне, в возрасте 88 лет.